# Ligue majeure de baseball 2021
Navigation
2020 2022
La saison 2021 de la Ligue majeure de baseball est la 146e saison de l'histoire de la Ligue majeure de baseball (MLB) et la 121e depuis qu'elle est constituée de ses deux composantes, la Ligue américaine et la Ligue nationale.
Elle commence le 1er avril et se termine le 2 octobre. Le 91e match des étoiles de la Ligue majeure de baseball est prévu pour le 13 juillet et devait avoir lieu au Truist Park d'Atlanta, mais le match est déplacé au Coors Field, stade des Rockies du Colorado, en guise de protestation contre la proposition de loi limitant le droit de vote en Géorgie,. La Série mondiale 2021 débute le 26 octobre et se termine le 2 novembre avec la victoire des Braves d'Atlanta au bout de six matchs contre les Astros de Houston. Le calendrier complet a été publié le 9 juillet 2020. 
Pour la deuxième année consécutive, les restrictions de voyage transfrontalier en raison de la pandémie de Covid-19 ont forcé les Blue Jays de Toronto à jouer leurs matchs à domicile aux États-Unis, à Dunedin en Floride puis à Buffalo dans l'État de New York mais en juillet 2021, il est annoncé que le gouvernement canadien avait accordé aux Blue Jays la possibilité de retourner au Rogers Centre de Toronto à partir du 30 juillet.
Cette saison est la dernière des Indians de Cleveland avec ce nom après des années de controverse sur celui-ci. Le 14 décembre 2020, l'équipe a annoncé qu'elle dévoilerait son nouveau surnom ainsi que le changement d'uniforme et de stade avant la saison 2022 en remplacement de leur nom vieux de 106 ans. Le 23 juillet, les Indians ont révélé que leur nouveau nom sera les "Guardiens" à partir de la prochaine saison.

## Calendrier
La Ligue majeure de baseball a annoncé le calendrier de la saison régulière 2021 le 9 juillet 2020. Chaque équipe doit jouer 162 matchs comme habituellement. Pour la deuxième saison consécutive, les matchs interligues voient s'affronter uniquement AL Est contre NL Est, AL Centrale contre NL Centrale et AL Ouest contre NL Ouest. Cela inclut une série de matchs entre les Mets de New York et les Yankees de New York du 10 au 12 septembre qui comprend des commémorations pour le 20e anniversaire des attentats du 11 septembre 2001. Le 20 matchs interligues que chaque équipe dispute se composerent de deux séries de trois matchs (une à domicile, une à l'extérieur) contre son rival naturel (pour un total de six matchs), deux séries de deux matchs (une à domicile, une à l'extérieur) contre deux autres adversaires (pour un total de huit matchs) et une seule série de trois matchs contre les deux derniers adversaires (une à domicile, une à l'intérieur, six matchs au total).
Le MLB at Field of Dreams, initialement prévu en 2020 mais annulé en raison de la pandémie de Covid-19, a vu s'affronter lors d'un unique match le 12 août les Yankees de New York et les White Sox de Chicago dans un stade de baseball construit pour cette occasion à Dyersville dans l'Iowa. Les White Sox ont gagné le match 9 à 8 grâce à un coup de circuit de deux points de Tim Anderson dans le bas de la neuvième manche.
La Little League Classic 2021 a vu s'affronter les Angels de Los Angeles et les Indians de Cleveland au Bowman Field à Williamsport, en Pennsylvanie, le 22 août. Les Indians ont gagné le match 3 à 0.

## Changements de règles
Le 9 février, la Ligue majeure de baseball annonce que les changements temporaires de règles de la saison 2020 se poursuivraient pour la saison régulière 2021 :
- Un coureur est placé sur la deuxième base au début de chaque demi-manche d'un match avec des manches supplémentaires.
- Les programmes doubles sont disputés en deux matchs de sept manches.

De plus, l'utilisation plus large des matchs suspendus est aussi réutilisée après la saison 2020 :
- Si un match ne peut pas continuer en raison du mauvais temps et qu'il ne s'agit pas d'un match officiel (l'équipe qui perdait a joué moins de cinq manches), le match est déclaré match suspendu et pourra continuer à partir du point d'interruption au lieu de le recommencer complètement.
- Si un match suspendu reprend alors que l'équipe qui perdait avait joué moins de cinq manches, le match qui devait être joué après la fin de ce match suspendu dure sept manches.
  - Cependant, si un match est suspendu après la cinquième manche pour une raison qui l'empêche d'être considéré comme un match officiel (comme un problème du terrain, une panne d'équipement ou s'il y avait égalité), le match joué ensuite conserve sa durée de neuf manches.
- Dans tous les cas, un match suspendu conserve sa durée (sept ou neuf manches) prévue au moment où il a commencé.

Une augmentation de la taille de l'effectif actif à 26 joueurs, initialement prévue pour 2020, est mise en place. Une limite de 13 lanceurs dans l'effectif actif et des restrictions sur les lancers des joueurs de positions (receveurs et joueurs de champ extérieur ou intérieur) étaient aussi prévues mais sont abandonnées pour la saison 2021.
Les protocoles du Covid-19 de la saison 2020 restent en vigueur mais peuvent être assouplis par les équipes une fois 85% de leur personnel de première ligne entièrement vacciné.

### Controverse sur les substances étrangères
Le 15 juin, la MLB a annoncé que tous les lanceurs qui appliquaient des substances étrangères pour lancer la balle seraient immédiatement expulsés du match et seraient passibles d'une suspension supplémentaire de 10 matchs. La règle est mise en place après que la MLB ait remarqué que les frappeurs étaient moins efficaces contre les lanceurs qui utilisaient des substances collantes, telles que le Spider-tack, pour augmenter leur adhérence et la vitesse de rotation de la balle.

## Classements
Légende :
- Qualifié pour les séries éliminatoires

Source : Classement
| AL Est                  | V   | D   | Moy.  | MR | Dom.  | Ext.  |
| ----------------------- | --- | --- | ----- | -- | ----- | ----- |
| (1) Rays de Tampa Bay   | 100 | 62  | 0.617 | —  | 52–29 | 48–33 |
| (4) Red Sox de Boston   | 92  | 70  | 0.568 | 8  | 49–32 | 43–38 |
| (5) Yankees de New York | 92  | 70  | 0.568 | 8  | 46–35 | 46–35 |
| Blue Jays de Toronto    | 91  | 71  | 0.562 | 9  | 47–33 | 44–38 |
| Orioles de Baltimore    | 52  | 110 | 0.321 | 48 | 27–54 | 25–56 |

| AL Centrale              | V  | D  | Moy.  | MR | Dom.  | Ext.  |
| ------------------------ | -- | -- | ----- | -- | ----- | ----- |
| (3) White Sox de Chicago | 93 | 69 | 0.574 | —  | 53–28 | 40–41 |
| Indians de Cleveland     | 80 | 82 | 0.494 | 13 | 40–41 | 40–41 |
| Tigers de Détroit        | 77 | 85 | 0.475 | 16 | 42–39 | 35–46 |
| Royals de Kansas City    | 74 | 88 | 0.457 | 19 | 39–42 | 35–46 |
| Twins du Minnesota       | 73 | 89 | 0.451 | 20 | 38–43 | 35–46 |

| AL Ouest              | V  | D   | Moy.  | MR | Dom.  | Ext.  |
| --------------------- | -- | --- | ----- | -- | ----- | ----- |
| (2) Astros de Houston | 95 | 67  | 0.586 | —  | 51–30 | 44–37 |
| Mariners de Seattle   | 90 | 72  | 0.556 | 5  | 46–35 | 44–37 |
| Athletics d'Oakland   | 86 | 76  | 0.531 | 9  | 43–38 | 43–38 |
| Angels de Los Angeles | 77 | 85  | 0.475 | 18 | 40–42 | 37–43 |
| Rangers du Texas      | 60 | 102 | 0.370 | 35 | 36–45 | 24–57 |

| NL Est                   | V  | D  | Moy.  | MR  | Dom.  | Ext.  |
| ------------------------ | -- | -- | ----- | --- | ----- | ----- |
| (3) Braves d'Atlanta     | 88 | 73 | 0.547 | —   | 42–38 | 46–35 |
| Phillies de Philadelphie | 82 | 80 | 0.506 | 6½  | 47–34 | 35–46 |
| Mets de New York         | 77 | 85 | 0.475 | 11½ | 47–34 | 30–51 |
| Marlins de Miami         | 67 | 95 | 0.414 | 21½ | 42–39 | 25–56 |
| Nationals de Washington  | 65 | 97 | 0.401 | 23½ | 35–46 | 30–51 |

| NL Centrale                  | V  | D   | Moy.  | MR | Dom.  | Ext.  |
| ---------------------------- | -- | --- | ----- | -- | ----- | ----- |
| (2) Brewers de Milwaukee     | 95 | 67  | 0.586 | —  | 45–36 | 50–31 |
| (5) Cardinals de Saint-Louis | 90 | 72  | 0.556 | 5  | 45–36 | 45–36 |
| Reds de Cincinnati           | 83 | 79  | 0.512 | 12 | 44–37 | 39–42 |
| Cubs de Chicago              | 71 | 91  | 0.438 | 24 | 39–42 | 32–49 |
| Pirates de Pittsburgh        | 61 | 101 | 0.377 | 34 | 37–44 | 24–57 |

| NL Ouest                    | V   | D   | Moy.  | MR  | Dom.  | Ext.  |
| --------------------------- | --- | --- | ----- | --- | ----- | ----- |
| (1) Giants de San Francisco | 107 | 55  | 0.660 | —   | 54–27 | 53–28 |
| (4) Dodgers de Los Angeles  | 106 | 56  | 0.654 | 1   | 58–23 | 48–33 |
| Padres de San Diego         | 79  | 83  | 0.488 | 28  | 45–36 | 34–47 |
| Rockies du Colorado         | 74  | 87  | 0.460 | 32½ | 48–33 | 26–54 |
| Diamondbacks de l'Arizona   | 52  | 110 | 0.321 | 55  | 32–49 | 20–61 |

## Séries éliminatoires

### Tableau
|  | Wild Card | Wild Card                | Wild Card | Wild Card              |   |                        | Séries de divisions | Séries de divisions | Séries de divisions | Séries de divisions |  |  | Série de championnat | Série de championnat | Série de championnat | Série de championnat |  |  | Série mondiale | Série mondiale | Série mondiale | Série mondiale |
|  |           |                          |           |                        |   |                        |                     |                     |                     |                     |  |  |                      |                      |                      |                      |  |  |                |                |                |                |
|  |           |                          |           |                        |   |                        |                     |                     |                     |                     |  |  |                      |                      |                      |                      |  |  |                |                |                |                |
|  |           |                          |           |                        |   |                        |                     |                     |                     |                     |  |  |                      |                      |                      |                      |  |  |                |                |                |                |
|  |           |                          |           |                        |   |                        |                     |                     |                     |                     |  |  |                      |                      |                      |                      |  |  |                |                |                |                |
|  |           |                          |           |                        |   |                        |                     |                     |                     |                     |  |  |                      |                      |                      |                      |  |  |                |                |                |                |
|  | 1         | Rays de Tampa Bay        | 1         | 1                      |   |                        |                     |                     |                     |                     |  |  |                      |                      |                      |                      |  |  |                |                |                |                |
|  | 1         | Rays de Tampa Bay        | 1         | 1                      |   |                        |                     |                     |                     |                     |  |  |                      |                      |                      |                      |  |  |                |                |                |                |
|  |           |                          | 4         | Red Sox de Boston      | 3 | 3                      |                     |                     |                     |                     |  |  |                      |                      |                      |                      |  |  |                |                |                |                |
|  | 4         | Red Sox de Boston        | 4         | Red Sox de Boston      | 3 | 3                      | 1                   | 1                   |                     |                     |  |  |                      |                      |                      |                      |  |  |                |                |                |                |
|  | 4         | Red Sox de Boston        |           |                        |   |                        |                     | 1                   |                     |                     |  |  |                      |                      |                      |                      |  |  |                |                |                |                |
|  | 5         | Yankees de New York      | 0         | 0                      |   |                        |                     |                     |                     |                     |  |  |                      |                      |                      |                      |  |  |                |                |                |                |
|  | 5         | Yankees de New York      | 0         | 0                      | 4 | Red Sox de Boston      | 2                   | 2                   |                     |                     |  |  |                      |                      |                      |                      |  |  |                |                |                |                |
|  |           |                          |           |                        | 4 | Red Sox de Boston      | 2                   | 2                   |                     |                     |  |  |                      |                      |                      |                      |  |  |                |                |                |                |
|  |           |                          | 2         | Astros de Houston      | 4 | 4                      |                     |                     |                     |                     |  |  |                      |                      |                      |                      |  |  |                |                |                |                |
|  |           |                          |           |                        | 4 | 4                      |                     |                     |                     |                     |  |  |                      |                      |                      |                      |  |  |                |                |                |                |
|  |           |                          |           |                        |   |                        |                     |                     |                     |                     |  |  |                      |                      |                      |                      |  |  |                |                |                |                |
|  |           |                          |           |                        |   |                        |                     |                     |                     |                     |  |  |                      |                      |                      |                      |  |  |                |                |                |                |
|  | 2         | Astros de Houston        | 3         | 3                      |   |                        |                     |                     |                     |                     |  |  |                      |                      |                      |                      |  |  |                |                |                |                |
|  | 2         | Astros de Houston        | 3         | 3                      |   |                        |                     |                     |                     |                     |  |  |                      |                      |                      |                      |  |  |                |                |                |                |
|  |           |                          | 3         | White Sox de Chicago   | 1 | 1                      |                     |                     |                     |                     |  |  |                      |                      |                      |                      |  |  |                |                |                |                |
|  |           |                          |           |                        | 1 | 1                      |                     |                     |                     |                     |  |  |                      |                      |                      |                      |  |  |                |                |                |                |
|  |           |                          |           |                        |   |                        |                     |                     |                     |                     |  |  |                      |                      |                      |                      |  |  |                |                |                |                |
|  |           |                          |           |                        |   |                        |                     |                     |                     |                     |  |  |                      |                      |                      |                      |  |  |                |                |                |                |
|  | AL2       | Astros de Houston        | 2         | 2                      |   |                        |                     |                     |                     |                     |  |  |                      |                      |                      |                      |  |  |                |                |                |                |
|  | AL2       | Astros de Houston        | 2         | 2                      |   |                        |                     |                     |                     |                     |  |  |                      |                      |                      |                      |  |  |                |                |                |                |
|  |           |                          | NL3       | Braves d'Atlanta       | 4 | 4                      |                     |                     |                     |                     |  |  |                      |                      |                      |                      |  |  |                |                |                |                |
|  |           |                          |           |                        | 4 | 4                      |                     |                     |                     |                     |  |  |                      |                      |                      |                      |  |  |                |                |                |                |
|  |           |                          |           |                        |   |                        |                     |                     |                     |                     |  |  |                      |                      |                      |                      |  |  |                |                |                |                |
|  |           |                          |           |                        |   |                        |                     |                     |                     |                     |  |  |                      |                      |                      |                      |  |  |                |                |                |                |
|  | 1         | Giants de San Francisco  | 2         | 2                      |   |                        |                     |                     |                     |                     |  |  |                      |                      |                      |                      |  |  |                |                |                |                |
|  | 1         | Giants de San Francisco  | 2         | 2                      |   |                        |                     |                     |                     |                     |  |  |                      |                      |                      |                      |  |  |                |                |                |                |
|  |           |                          | 4         | Dodgers de Los Angeles | 3 | 3                      |                     |                     |                     |                     |  |  |                      |                      |                      |                      |  |  |                |                |                |                |
|  | 4         | Dodgers de Los Angeles   | 4         | Dodgers de Los Angeles | 3 | 3                      | 1                   | 1                   |                     |                     |  |  |                      |                      |                      |                      |  |  |                |                |                |                |
|  | 4         | Dodgers de Los Angeles   |           |                        |   |                        |                     | 1                   |                     |                     |  |  |                      |                      |                      |                      |  |  |                |                |                |                |
|  | 5         | Cardinals de Saint-Louis | 0         | 0                      |   |                        |                     |                     |                     |                     |  |  |                      |                      |                      |                      |  |  |                |                |                |                |
|  | 5         | Cardinals de Saint-Louis | 0         | 0                      | 4 | Dodgers de Los Angeles | 2                   | 2                   |                     |                     |  |  |                      |                      |                      |                      |  |  |                |                |                |                |
|  |           |                          |           |                        | 4 | Dodgers de Los Angeles | 2                   | 2                   |                     |                     |  |  |                      |                      |                      |                      |  |  |                |                |                |                |
|  |           |                          | 3         | Braves d'Atlanta       | 4 | 4                      |                     |                     |                     |                     |  |  |                      |                      |                      |                      |  |  |                |                |                |                |
|  |           |                          |           |                        | 4 | 4                      |                     |                     |                     |                     |  |  |                      |                      |                      |                      |  |  |                |                |                |                |
|  |           |                          |           |                        |   |                        |                     |                     |                     |                     |  |  |                      |                      |                      |                      |  |  |                |                |                |                |
|  |           |                          |           |                        |   |                        |                     |                     |                     |                     |  |  |                      |                      |                      |                      |  |  |                |                |                |                |
|  | 2         | Brewers de Milwaukee     | 1         | 1                      |   |                        |                     |                     |                     |                     |  |  |                      |                      |                      |                      |  |  |                |                |                |                |
|  | 2         | Brewers de Milwaukee     | 1         | 1                      |   |                        |                     |                     |                     |                     |  |  |                      |                      |                      |                      |  |  |                |                |                |                |
|  |           |                          | 3         | Braves d'Atlanta       | 3 | 3                      |                     |                     |                     |                     |  |  |                      |                      |                      |                      |  |  |                |                |                |                |
|  |           |                          |           |                        | 3 | 3                      |                     |                     |                     |                     |  |  |                      |                      |                      |                      |  |  |                |                |                |                |
|  |           |                          |           |                        |   |                        |                     |                     |                     |                     |  |  |                      |                      |                      |                      |  |  |                |                |                |                |
|  |           |                          |           |                        |   |                        |                     |                     |                     |                     |  |  |                      |                      |                      |                      |  |  |                |                |                |                |
|  |           |                          |           |                        |   |                        |                     |                     |                     |                     |  |  |                      |                      |                      |                      |  |  |                |                |                |                |
|  |           |                          |           |                        |   |                        |                     |                     |                     |                     |  |  |                      |                      |                      |                      |  |  |                |                |                |                |

## Changements de managers

### Managers généraux

#### Pré-saison
| Équipe                   | Manager général partant | Motif du départ | Manager général arrivant | Remarques |
| ------------------------ | ----------------------- | --------------- | ------------------------ | --- |
| Angels de Los Angeles    | Billy Eppler            | Renvoi          | Perry Minasian           | Le 27 septembre 2020, les Angels licencient Billy Eppler après cinq saisons en tant que manager général, il restait un an à son contrant car il fut prolongé pendant l'été. Eppler a été embauché après la saison 2015. Sous son mandat, les Angels n'ont jamais été qualifiés aux séries éliminatoires. Le 12 novembre, les Angels embauchent Perry Minasian pour le remplacer. |
| Phillies de Philadelphie | Matt Klentak            | Démission       | Sam Fuld                 | Le 3 octobre 2020, Matt Klentak démissionne à la suite de trois défaites consécutives en septembre ayant entraîné l'élimination de l'équipe et la neuvième saison consécutive sans séries éliminatoires. Il a été réaffecté à un autre poste tandis que Ned Rice occupe le poste de directeur général par intérim jusqu'à ce que les Phillies embauchent Dave Dombrowski en tant que président des opérations de baseball. Le 22 décembre, Fuld est annoncé comme prochain manager général des Phillies. |
| Mets de New York         | Brodie Van Wagenen      | Renvoi          | Jared Porter             | Le 6 novembre 2020, les Mets se séparent de Brodie Van Wagenen après deux saisons en tant que manager général, quelques heures après que Steve Cohen deviennent le nouveau propriétaire de l'équipe. Le 13 décembre, les Mets annoncent Jared Porter comme nouveau manager général. |
| Mets de New York         | Jared Porter            | Renvoi          | Zack Scott (par intérim) | Le 18 janvier, ESPN révèle que Porter a envoyé des images inappropriées à une journaliste. Le 19 janvier, Steve Cohen annonce le renvoi de Porter dans un tweet. Le 27 janvier, les Mets nomment Zack Scott au poste de manager général par intérim. |
| Marlins de Miami         | Michael Hill            | Fin de contrat  | Kim Ng                   | Michael Hill n'a pas été prolongé par les Marlins après la saison 2020. Le 13 novembre 2020, les Marlins embauchent Kim Ng pour le remplacer, faisant d'elle la première femme directrice générale de l'histoire de la ligue. |
| Cubs de Chicago          | Theo Epstein            | Démission       | Jed Hoyer                | Le 17 novembre 2020, Theo Epstein annoncé qu'il quitterait son rôle de président des opérations de baseball avec les Cubs. Jed Hoyer a été promu pour le remplacer. |
| Rangers du Texas         | Jon Daniels             | Démission       | Chris Young              | Le 4 décembre 2020, Jon Daniels, qui reste président des opérations de baseball, annonce qu'il démissionnait de ses fonctions de manager général. Chris Young a été engagé pour prendre sa place. |

### Managers

#### Pré-saison
| Équipe               | Manager partant | Manager par intérim | Motif du départ | Manager arrivant | Remarques |
| -------------------- | --------------- | ------------------- | --------------- | ---------------- | --- |
| Tigers de Détroit    | Ron Gardenhire  | Lloyd McClendon     | Retraite        | A. J. Hinch      | Le 19 septembre 2020, Gardenhire annonce sa retraite en raison de problèmes de santé. Le même jour, Lloyd McClendon est nommé directeur par intérim pour le reste de la saison. Gardenhire termine avec 132 victoires pour 241 défaites (.354) en un peu moins de trois saisons. Les Tigers n'ont pas participé aux séries éliminatoires pendant l'exercice de sa fonction. Les Tigers embauchent A. J. Hinch le 30 octobre en tant que nouveau manager. En sept saisons, Hinch a accumulé 570 victoires contre 472 défaites (.547) en gérant les Astros de Houston et les Diamondbacks de l'Arizona. Il a mené les Astros à deux Séries mondiales, gagnant en 2017 contre les Dodgers de Los Angeles et perdant en 2019 contre les Nationals de Washington, les deux fois en sept matchs. |
| Red Sox de Boston    | Ron Roenicke    | Aucun               | Fin de contrat  | Alex Cora        | Le 27 septembre 2020, les Red Sox annoncent que Roenicke ne serait pas renouvelé pour la saison 2021, après seulement une saison depuis le départ d'Alex Cora. Roenicke a terminé sa seule saison avec 24 victoires et 36 défaites (.400) et n'a pas participé aux séries éliminatoires. Cora a été réembauché le 6 novembre après avoir purgé une suspension d'un an imposée par la MLB pour son rôle dans le scandale du vol de signaux des Astros de Houston. Avant sa suspension, Cora avait réalisé 192 victoires pour 132 défaites (.593) en deux saisons avec les Red Sox, menant l'équipe à une victoire en Série mondiale lors de sa première saison. |
| White Sox de Chicago | Rick Renteria   | Aucun               | Renvoi          | Tony La Russa    | Le 12 octobre 2020, les White Sox annoncent que Renteria ne reviendrait pas, mettant fin à son mandat avec l'équipe après quatre ans et un an restant sur son contrat. Renteria a terminé avec 236 défaites et 309 défaites (.433) et une participation aux séries éliminatoires. Le 29 octobre, il est annoncé que Tony La Russa reviendrait aux White Sox en tant que manager. La Russa a dirigé les White Sox de 1979 à 1986, compilant 522 victoires et 510 défaites (.506) et une apparition aux séries éliminatoires. À l'âge de 76 ans, La Russa devient le plus vieux manager des majors. Il n'a dirigé aucune équipe depuis les 2011 avec les Cardinals de Saint-Louis. |

## Leaders des Ligues
Source : Statistiques officielles sur le site de la MLB.

### Américaine
| Stat | Joueur                                          | Total |
| ---- | ----------------------------------------------- | ----- |
| Moy. | Yuli Gurriel (HOU)                              | .319  |
| HR   | Vladimir Guerrero Jr. (TOR) Salvador Pérez (KC) | 48    |
| RBI  | Salvador Pérez (KC)                             | 121   |
| R    | Vladimir Guerrero Jr. (TOR)                     | 123   |
| H    | Bo Bichette (TOR)                               | 191   |
| SB   | Whit Merrifield (KC)                            | 40    |

| Stat | Joueur              | Total |
| ---- | ------------------- | ----- |
| W    | Gerrit Cole (NYY)   | 16    |
| L    | Cole Irvin (OAK)    | 15    |
| ERA  | Robbie Ray (TOR)    | 2.84  |
| K    | Robbie Ray (TOR)    | 248   |
| IP   | Robbie Ray (TOR)    | 193.1 |
| SV   | Liam Hendriks (CWS) | 38    |

### Nationale
| Stat | Joueur                  | Total |
| ---- | ----------------------- | ----- |
| Moy. | Trea Turner (WAS/LAD)   | .328  |
| HR   | Fernando Tatís Jr. (SD) | 42    |
| RBI  | Adam Duvall (MIA/ATL)   | 113   |
| R    | Freddie Freeman (ATL)   | 120   |
| H    | Trea Turner (WAS/LAD)   | 195   |
| SB   | Trea Turner (WAS/LAD)   | 32    |

| Stat | Joueur                                   | Total |
| ---- | ---------------------------------------- | ----- |
| W    | Julio Urías (LAD)                        | 20    |
| L    | Patrick Corbin (WAS) Luis Castillo (CIN) | 16    |
| ERA  | Corbin Burnes (MIL)                      | 2.43  |
| K    | Zack Wheeler (PHI)                       | 247   |
| IP   | Zack Wheeler (PHI)                       | 213.1 |
| SV   | Mark Melancon (SD)                       | 39    |

## Évènements

### Frappeurs
- Yermín Mercedes (CWS) :
  - Il est devenu le deuxième joueur de l'ère moderne (depuis 1900) de la Ligue majeure à réaliser cinq coups sûrs lors du premier match de sa carrière en Ligue majeure. Mercedes a effectué ces cinq coups sûrs le 2 avril contre les Angels de Los Angeles. Il rejoint Cecil Travis qui avait accompli le même exploit lors de la saison 1933[35].
  - Il est devenu le premier joueur de l'ère moderne de la Ligue majeure à réaliser huit coups sûrs lors de ses huit premières présences au bâton de la saison avec ses trois premiers coups sûrs contre les Angels le 3 avril. Sa série se termine quand il est éliminé par Tony Watson. Chris Stynes avait la plus grande série en commençant une saison pendant l'ère de l'expansion (depuis 1961) avec un nombre de sept pendant la saison 1997[36].
- Akil Baddoo (DET) :
  - Il devient le 31e joueur de l'histoire de la Ligue majeure à marquer un coup de circuit dès le premier lancer reçu. Il réalise cela le 4 avril contre les Indians de Cleveland et Aaron Civale. La dernière personne à avoir effectuer cela est Willson Contreras le 19 juin 2016[37].
- Tim Locastro (NYY)/(ARI) :
  - Le 10 avril contre les Reds de Cincinnati, il a volé la deuxième base pendant la sixième manche, il obtient alors le record de la ligue majeure du nombre de vols réussis consécutifs en début de carrière avec 28 vols. Ce record est celui d'après 1951 car la Ligue nationale ne comptabilisait pas les vols avant cette date. Il a battu le record de Tim Raines[38].
- Miguel Cabrera (DET) :
  - Avec un simple lors de la 5e manche contre les Royals de Kansas City le 12 mai, Cabrera a obtenu le record du nombre de coups sûrs par un joueur né au Venezuela en dépassant Omar Vizquel avec un 2 878e coup sûr[39].
  - Avec son double lors de la sixième manche contre les Royals de Kansas City le 15 juin, Cabrera  a atteint la 5000e base de sa carrière. Il est devenu le 22e joueur à atteindre ce nombre[40].
  - En sixième manche contre les Blue Jays de Toronto le 22 août, Cabrera a réalisé le 500e coup de circuit de sa carrière. Il devient le 28e joueur à atteindre ce nombre[41].
  - En neuvième manche contre les Cardinals de Saint-Louis le 25 août, il marque le 1500e point de sa carrière. Il devient le 74e joueur à atteindre ce nombre[42].
- Kyle Schwarber (BOS)/(WAS) :
  - Les 19 et 20 juin contre les Mets de New York, il a égalisé le record du nombre de coups de circuit frappés en deux matchs. Cela a été accompli pour la dernière fois par José Abreu en 2020[43].
  - Avec deux coups de circuit le 24 juin, il devient le premier joueur de l'histoire de la Ligue majeure à réaliser 12 coups de circuit en étant le premier frappeur en 13 matchs. Schwarber est également devenu le septième joueur de l'histoire de la Ligue majeure ) frapper plus de huit coups de circuit en cinq matchs[44].
  - Le 29 juin contre les Rays de Tampa Bay avec son coup de circuit en tant que premier frappeur face à Rich Hill, Schwarber a égalisé le record de la Ligue majeure du nombre de coups de circuit en dix matchs, avec 12 coups de circuit. Il a égalisé le record établi par le joueur des Indians de Cleveland Albert Belle en 1995. Ce coup de circuit a aussi égalisé le record de la Ligue majeure du nombre de coups de circuit en dix-huit matchs, avec 16 coups de circuit. Il rejoint le joueur des Giants de San Francisco Barry Bonds (en 2001) et le joueur des Cubs de Chicago Sammy Sosa (en 1998) avec cet exploit[45].
- Trea Turner (LAD)/(WAS) :
  - Le 30 juin, contre les Rays de Tampa Bay, Turner a réalisé un cycle pour la troisième fois de sa carrière. Il est devenu le cinquième joueur de l'histoire de la Ligue majeure à réaliser trois cycles pendant sa carrière. Il détient le record de la Ligue majeure au côté de John Reilly, Bob Meusel, Babe Herman et Adrián Beltré[46].
- Albert Pujols (LAD)/(LAA) :
  - Avec son simple en huitième manche face aux Marlins de Miami le 5 juillet, Pujols a atteint un total de 6 000 bases dans sa carrière. Il est devenu le quatrième joueur à atteindre ce nombre, rejoignant ainsi Hank Aaron, Stan Musial et Willie Mays[47].
- Shohei Ohtani (LAA) :
  - Avec son 32e coup de circuit le 7 juillet contre les Red Sox de Boston, Ohtani est devenu le joueur d'origine japonaise à avoir réalisé le plus de coups de circuit en une saison. Il a battu le record détenu par Hideki Matsui depuis 2004[48].
  - Il est devenu le premier joueur de l'histoire de la Ligue majeure à avoir réalisé 37 coups de circuit et à avoir volé 15 bases avant la fin du mois de juillet[49].
  - Le 28 août contre les Padres de San Diego, il est devenu le premier joueur d'origine japonaise à voler 20 bases et à frapper 40 coups de circuit en une saison[50].
  - Le 25 septembre, il a rejoint Willie Mays en tant que seuls joueurs à avoir réalisé au moins 45 coups de circuits, six triples et à avoir volé au moins 20 bases en une saison[51].
  - Du 22 au 25 septembre, il a obtenu 13 buts sur balles en quatre matchs, il a égalisé un record de la Ligue majeure réalisé par Babe Ruth en 1930, par Bryce Harper en 2016 et par Yasmani Grandal en 2021. Avec 11 buts sur balles en trois matchs, il a aussi égalisé le record de la Ligue majeure établi par Harper en 2016[52].
  - Le 3 octobre contre les Mariners de Seattle, il est devenu le premier joueur de l'histoire de la Ligue majeure à avoir au moins 45 coups de circuit, 25 bases volées, 100 points produits, 100 points et huit triples en une saison et le deuxième joueur de l'histoire de la Ligue américaine à enregistrer au moins 45 coups de circuit et 25 bases volées en une saison, il rejoint ainsi José Canseco qui l'avait réalisé en 1998[53].
- Rodolfo Castro (PIT) :
  - Le 28 juillet contre les Brewers de Milwaukee, Castro a frappé deux coups de circuit, c'était ses quatrième et cinquième coups sûr en Ligue majeure. L'ensemble de ses cinq coups sûr étaient de coups de circuit. C'est la première fois de l'ère moderne (depuis 1901) que les cinq premiers coups sûr d'un joueur sont des coups de circuit[54]. Sa série prend fin le 30 juillet après avoir réalisé un double en première manche contre les Phillies de Philadelphie[55].
- Seby Zavala (CWS) :
  - Le 31 juillet contre les Indians de Cleveland, Zavala est devenu le premier joueur de la Ligue majeure à marquer les trois premiers coups de circuit de sa carrière lors du même match. Zavala a marqué ses deux premiers coups de circuit face à Triston McKenzie, dont un Grand Chelem, le troisième était face à Bryan Shaw[56].
- Kevin Newman (PIT) :
  - Il a égalisé le record du nombre de doubles dans un match en frappant quatre double contre les Brewers de Milwaukee lors du premier match d'un programme double le 14 août. Les anciens joueurs des Pirates Adam Frazier et Paul Waner ont aussi accompli ceci[57].
- Joey Votto (CIN) :
  - Avec un simple en septième manche contre les Cubs de Chicago le 16 août, il a enregistré le 2000e point de sa carrière. Il devient le 291e joueur à atteindre ce nombre[58].
- Freddie Freeman/Ozzie Albies/Dansby Swanson/Austin Riley (ATL) :
  - Avec le 25e coup de circuit d'Albies le 4 septembre contre les Rockies du Colorado, les Braves sont devenus la deuxième équipe de l'histoire de la Ligue majeure à voir tous ses joueurs de champ intérieur marquer chacun au moins 25 coups de circuit lors de la même saison. Ils rejoignent ainsi les Marlins de Floride de 2008[59].
- Vladimir Guerrero Jr. (TOR) :
  - Il a frappé son 40e coup de circuit de la saison le 6 septembre contre les Yankees de New York. Avec ce coup de circuit, Vladimir Guerrero et Guerrero Jr. sont devenus le second duo père-fils à avoir une saison à 40 coups de circuit, ils rejoignent Cecil Fielder et Prince Fielder[60].
  - Il a frappé son 48e coup de circuit de la saison le 3 octobre contre les Orioles de Baltimore. Avec ce coup de circuit, Guerrero Jr. a établi le record du nombre de coups de circuits en une saison pour un joueur de 22 ans ou moins, il a battu le record de 47 détenu depuis 1953 par Eddie Mathews, âgé alors de 21 ans[61].
- Wander Franco (TB) :
  - En réalisant un but sur balles en septième manche le 7 septembre contre les Red Sox de Boston, Franco a établi le record de la Ligue américaine pour la plus grande série de matchs avec présence sur les buts pour un joueur de 20 ans ou moins, avec 37 matchs. Il a battu le record de 36 matchs établi par Mickey Mantle entre septembre 1951 et mai 1952[62].
  - Avec son double en première manche le 29 septembre contre les Astros de Houston, Franco a étendu sa série à 43 matchs consécutifs en atteignant une base. Il a ainsi égalisé le record de la Ligue majeure pour un joueur de 20 ans ou moins, il le détient donc avec Frank Robinson qui l'a établi en 1956[63]. Bien qu'il y ait eu une erreur lors de la neuvième manche de la nuit suivante, la série de Franco s'est terminée lors de cette nuit[64].
- Nelson Cruz (TB)/(MIN) :
  - Avec deux coups de circuit le 7 septembre contre les Red Sox de Boston, Cruz est devenu le plus vieux joueur de l'histoire de la Ligue majeure à réaliser 30 coups de circuit en une saison. Cruz, alors âgé de 41 ans, a battu le record de David Ortiz et Darrell Evans qui avaient 40 ans quand ils ont réalisé une saison à 30 coups de circuit[65].
- Marcus Semien (TOR) :
  - Il a frappé son 44e coup de circuit de la saison le 29 septembre en première manche contre les Yankees de New York. Cela a battu le record de la Ligue majeure du plus grand nombre de coups de circuit par un joueur de deuxième base, battant le record de 43 établi en 1973 par Davey Johnson[66].

### Lanceurs

#### Matchs sans point ni coup sûr
- Joe Musgrove (SD) :
  - Lors de sa victoire 3 à 0 contre les Rangers du Texas, Musgrove a lancé son premier match sans point ni coup sûr et le premier des Padres. Il a réalisé 10 retraits au bâton et aucun but sur balles, 77 de ses 122 lancers étaient des prises. Sa seule erreur fut d'avoir touché Joey Gallo lors d'un lancer en quatrième manche[67].
- Carlos Rodon (CWS) :
  - Rodon a lancé le premier match sans point ni coup sûr de da carrière et le 20e de sa franchise, en battant 8 à 0 les Indians de Cleveland le 14 avril. Il a réalisé 7 retraits au bâton, 75 de ses 114 lancers étaient des prises. Il était en train de réaliser un match parfait jusqu'à la manche 81⁄3 mais a échoué en touchant Roberto Pérez à son pied[68].
- John Means (BAL) :
  - Le 5 mai, en battant les Mariners de Seattle 6 à 0, Means a lancé le premier match sans point ni coup sûr de sa carrière, le dixième de l'histoire de sa franchise et le premier des Orioles avec un seul lanceur depuis 52 ans. Il a réalisé 12 retraits au bâton, 79 de ses 113 lancers étaient des prises. La seule erreur a eu lieu en troisième manche quand Sam Haggerty atteint la première base sur une troisième prise non attrapée. Means a affronté 27 batteurs soit le minimum car Haggerty a été retiré en essayant de voler la deuxième base[69]. Il s'agit de premier match sans point ni coup sûr de l'histoire de la Ligue majeure dans lequel le seul joueur à avoir atteint une base l'a fait grâce à une troisième prise non attrapée. Il s'agit aussi de premier match sans point ni coup sûr de l'histoire de la Ligue majeure qui n'est pas un match parfait dans lequel l'équipe qui n'a pas réalisé de coup sûr n'a pas atteint de base par un but sur balles, par une erreur ou par l'atteinte d'un frappeur.
- Wade Miley (CIN) :
  - Le 7 mai, en battant les Indians de Cleveland 3 à 0, Miley a lancé le premier match sans point ni coup sûr de sa carrière et le 17e de l'histoire de sa franchise. Il a réalisé huit retraits au bâton et 72 de ses 114 lancers étaient des prises. Il était en train de réaliser un match parfait jusqu'à la manche 61⁄3, en effet, deux batteurs ont pu atteindre une base, grâce à une erreur de Nick Senzel et un but sur balles. Ce sont les deux seuls frappeurs qu'il a laissé atteindre une base cette nuit-là[70].
- Spencer Turnbull (DET) :
  - Le 18 mai, en battant les Mariners de Seattle 5 à 0, Turnbull a lancé le premier match sans point ni coup sûr de sa carrière et le huitième de l'histoire de sa franchise. Il a réalisé neuf retraits sur des prises et 77 de ses 117 lancers étaient des prises. Il a concédé deux buts sur balles. Turnbull est devenu le cinquième lanceur de l'histoire de la Ligue majeure à lancer un match sans point ni coup sûr après avoir été leader de la Ligue majeure en nombre de défaites, la dernière personne à avoir réalisé cela est Scott Erickson avec les Twins en 1994[71].
- Corey Kluber (NYY) :
  - Le 19 mai, en battant les Rangers du Texas 2 à 0, Kluber a lancé le premier match sans point ni coup sûr de sa carrière et le douzième de l'histoire de sa franchise. Il a réalisé neuf retraits sur des prises et 71 de ses 101 lancers étaient des prises. Le seul joueur à avoir atteint une base est Charlie Culberson grâce à un but sur balles en troisième manche. C'est la première fois depuis 1969 que deux matchs sans points ni coups sûr sont réalisés en deux jours consécutifs[72],[73].
- Zach Davies/Ryan Tepera/Andrew Chafin/Craig Kimbrel (CHC) :
  - Le 24 juin, en battant les Dodgers de Los Angeles 4 à 0, ils ont lancé le 17e match sans point ni coup sûr de l'histoire de la franchise et le 15e match sans point ni coup sûr combiné de l'histoire de la Ligue majeure. Davies a retiré quatre frappeurs et a concédé cinq buts sur balles, 60 de ses 94 lancers étaient des prises. Tepera a concédé un but sur balles et neuf de ses 16 lancers étaient des prises. Chafin a concédé un but sur balles et 10 de ses 15 lancers étaient des prises. Kimbrel a retiré 3 lanceurs et concédé un but sur balles, 9 de ses 14 lancers étaient des prises[74].
- Tyler Gilbert (ARI) :
  - Le 14 août, en battant les Padres de San Diego 7 à 0, il a lancé le premier match sans point ni coup sûr de sa carrière et le troisième de l'histoire de sa franchise. Lors de son premier match en tant que lanceur partant, Gilbert a ainsi retiré cinq lanceurs et 64 de ses 102 lancers étaient des prises. Il a accordé trois buts sur balles, tous face à Tommy Pham. Ce match sans point ni coup sûr a permis d'égaliser le record de match sans point ni coup sûr en une saison, qui avait été établi en 1884. Gilbert est devenu le quatrième lanceur de l'histoire de la Ligue majeure à lancer un match sans point ni coup sûr lors de son premier match en tant que lanceur partant. Le dernier lanceur à avoir accompli cela était Bobo Holloman en 1953. Les deux autres ont eu lieu avant l'année 1900[75].
- Corbin Burnes/Josh Hader (MIL) :
  - Le 11 septembre, contre les Indians de Cleveland, ils ont lancé le deuxième match sans point ni coup sûr de l'histoire des Brewers, le 16e match sans point ni coup sûr combiné de l'histoire de la Ligue majeure et le neuvième match sans point ni coup sûr de la saison, ce qui permet de battre le record de huit établi en 1884. Lors de la victoire 3 à 0, Burnes a joué huit manches, a concédé un but sur balles, a retiré 14 lanceurs et 78 de ses 115 lancers étaient des prises. Hader a terminé le match en retirant de frappeurs dans la neuvième manche et sept de ses neuf lancers étaient des prises. Les Indians sont devenus la première équipe de l'histoire de la Ligue majeure à concéder trois matchs sans point ni coup sûr en une saison. Zach Plesac a été le lanceur partant lors des trois matchs où les Indians n'ont pas obtenu de coup sûr[76].

#### Autres accomplissements de lanceurs
- José Berríos (MIN)/Corbin Burnes (MIL) :
  - Lors de leur match le 3 avril, ils sont devenus le premier duo de lanceurs partants de l'ère moderne (depuis 1900) à effectuer chacun au moins 10 retraits sur des prises et à concéder un ou aucun coup sûr. Berrios a retiré 12 frappeurs en 6 manches et n'a pas concédé de coup sûr et Burnes a lancé pendant 61⁄3 manches, a concédé un coup sûr et retiré 11 frappeurs[77].
- Matt Peacock (ARI) :
  - Il est devenu le premier lanceur depuis 1945 à débuter lors de manches supplémentaires et à marquer un coup sûr le 6 avril contre les Rockies du Colorado[78].
- Craig Kimbrel (CWS)/(CHC) :
  - Il a réalisé le 350e sauvetage de sa carrière et terminant la victoire 4 à 2 contre les Pirates de Pittsburgh le 8 avril. Il est devenu le 12e joueur a atteindre ce nombre[79].
  - Le 16 août contre les Athletics d'Oakland, il devient le lanceur de la Ligue majeure à atteindre le plus rapidement les 1 000 retraits sur prises, en 613 manches lancées[80]. Ce record a été battu le 30 septembre par Aroldis Chapman qui a atteint les 1 000 retraits sur prises en 601 manches[81].
- Shane Bieber (CLE) :
  - Le 18 avril contre les Reds de Cincinnati, avec 13 retraits sur des prises, il est devenu le premier lanceur depuis 1893 à enregistrer au moins 10 retraits sur des prises lors de chacun de ses quatre premiers matchs de la saison en tant que lanceur partant[82].
- Corbin Burnes (MIL) :
  - Le 20 avril contre les Padres de San Diego, il a obtenu le record du nombre de retraits sur des prises réalisés par un lanceur partant en débutant une saison sans concéder de buts sur balles. Burnes a retiré 40 frappeurs et a battu le record de 35 réalisé par Adam Wainwright en 2013[83].
  - En retirant Harrison Bader des Cardinals de Saint-Louis le 13 mai, il a obtenu le record du nombre de retraits au bâton en commençant une saison sans accorder de but sur balles. Son retrait au bâton en deuxième manche était son 52e retrait au bâton ce qui a battu le record détenu par Kenley Jansen depuis 2017. La séquence de Burnes a pris fin plus tard dans le match après 58 retraits au bâton en accordant un but sur balles à Tommy Edman en cinquième manche. Il s'agit aussi du record de la Ligue majeure du nombre de retraits au bâton sans concéder de buts sur balles[84].
  - Il a égalisé le record de la Ligue majeure du nombre de retraits sur trois prises consécutifs en retirant dix joueurs des Pirates de Pittsburgh le 11 août. Burnes a égalisé le record établi par le joueur des Mets de New York Tom Seaver le 22 avril 1970 contre les Padres de San Diego et égalisé cette année, le 25 juin, par Aaron Nola contre les Mets[85].
- Jacob deGrom (NYM) :
  - Après une performance de 15 retraits sur des prises contre les Nationals de Washington le 23 avril, deGrom a obtenu le record du plus grand nombre de retraits sur des prises lors de ses quatre premiers matchs en tant que lanceur partant. Il a battu le record de 48 établi par Nolan Ryan en 1978 et égalisé par Shane Bieber plus tôt dans la saison[86].
  - deGrom a réalisé neuf retraits sur des prises contre les Red Sox de Boston le 28 avril. Celui lui permet d'arriver à 59 retraits sur des prises lors de ses cinq premiers matchs de la saison en tant que lanceur partant. Il égalise le record établi par Nolan Ryan en 1978[87]
- Madison Bumgarner (ARI) :
  - Il a lancé un match sans point ni coup sûr lors du deuxième match d'un programme double contre les Braves d'Atlanta le 25 avril, ce match comptait sept manches conformément aux règles de la saison 2021. Comme le match ne comptait pas neuf manches, il n'est pas comptabilisé comme un match sans point ni coup sûr par le Elias Sports Bureau, le statisticien officiel de la Ligue majeure de baseball[88].
- Gerrit Cole (NYY) :
  - Avec un retrait au bâton contre Joey Gallo, le 17 mai en première manche, Cole a obtenu le record de la Ligue majeure du nombre de retraits sur des prises sans concéder de buts sur balles, avec 59 retraits sur des prises, il a battu le record obtenu par Corbin Burnes moins d'une semaine auparavant. Cole a amélioré son record jusqu'à 61 avant de concéder un but sur balles à Gallo en troisième manche[89].
- Zack Greinke (HOU) :
  - Le 25 mai contre les Dodgers de Los Angeles, il est devenu le 135e lanceur de l'histoire de la Ligue majeure à atteindre les 3 000 manches lancées[90].
- David Price (LAD) :
  - Le 27 mai contre les Giants de San Francisco, il a enregistré le 2000e retrait au bâton de sa carrière en retirant Curt Casali pendant la troisième manche. Il devient le 84e lanceur à atteindre ce jalon[91].
- Yu Darvish (SD) : 
  - En retirant Steven Souza des Dodgers de Los Angeles, le  juin, il a atteint le 1500e retrait sur des prises de sa carrière. Il est ainsi devenu le lanceur de la Ligue majeure qui a atteint ce jalon le plus rapidement, avec 197 matchs pour atteindre ces 1500 retraits. Il a battu le record de Randy Johnson qui avait eu besoin de 206 matchs[92].
- Aaron Nola (PHI) :
  - Il a égalé le record de la Ligue majeure de nombre de retraits au bâton consécutifs en retirant dix joueurs des Mets de New York, le 15 juin lors du premier match d'un programme double en sept manches. Nola a égalé le record établi par Tom Seaver des Mets le 22 avril 1970 contre les Padres de San Diego[93].
- Collin McHugh / Josh Fleming / Diego Castillo / Matt Wisler / Pete Fairbanks (TB) :
  - Ces cinq lanceurs ont effectué un match sans point ni coup sûr combiné lors d'un match d'un programme double en sept manches contre les Indians de Cleveland le 7 juillet. Comme le match n'a pas duré neuf manches, il n'est pas compté comme un match sans point ni coup sûr par Elias Sports Bureau, le statisticien officiel de la Ligue majeure[94].
- Pablo López (MIA) :
  - Le 11 juillet contre les Braves d'Atlanta, il a réalisé le record de l'ère moderne de la Ligue majeure (depuis 1900) du nombre de retraits sur des prises consécutifs en commençant un match en retirant neuf joueurs adverses. Le record était de huit et avait été réalisé par Jim Deshaies (1986), Jacob deGrom (2014) et Germán Márquez (2018)[95].
- Alex Reyes (STL) :
  - En clôturant la victoire 2 à 1 des Cardinals contre les Giants de San Francisco le 18 juillet, Reyes a établi le record du nombre de sauvetage consécutifs en commençant une carrière. Avec son 24e sauvetage consécutif, il a battu le record détenu par LaTroy Hawkins[96]. Deux jours après, contre les Cubs de Chicago, Reyes n'a pas réussi à réaliser un sauvetage et termine donc sa série avec 24 matchs[97].
- Aroldis Chapman (NYY) :
  - Le 26 août lors de la victoire 7 à 6 contre les Athletics d'Oakland, il a enregistré le 300e sauvetage de sa carrière. Il devient le 31e lanceur à atteindre ce nombre[98].
  - Le 30 septembre contre les Blue Jays de Toronto, il est devenu le lanceur le plus rapide de l'histoire à atteindre les 1 000 retraits sur prises, en 601 manches lancées. Il a battu le record établi par Craig Kimbrel plus tôt dans la saison[81].
- Chris Sale (BOS) :
  - Le 26 août contre les Twins du Minnesota, il a réalisé la troisième manche immaculée de sa carrière, il a égalisé le record de tout le temps de Sandy Koufax[99].
- Ervin Santana (KC) :
  - Il a enregistré la 150e victoire de sa carrière en étant crédité de la victoire en relève contre les Mariners de Seattle le 26 août. Il devient le 265e lanceur a atteindre ce nombre[100].
- Max Scherzer (LAD)/(WAS) :
  - Le 12 septembre contre les Padres de San Diego, il a enregistré la troisième manche immaculée de sa carrière et a égalisé le record de Sandy Koufax et Chris Sale[101].
  - Il a enregistré le 3 000e retraits sur des prises de sa carrière en retirant Eric Hosmer des Padres de San Diego le 12 septembre. Il est devenu le 19e joueur a atteindre ce nombre[101].
- Austin Adams (SD) :
  - En frappant le receveur des Cardinals de Saint-Louis Yadier Molina, le 17 septembre en huitième manche, il a établi le record de l'ère de la balle vivante (depuis 1920) du nombre de frappeurs atteints en une saison. Il a battu ainsi le record détenu par Howard Ehmke qui avait frappé 22 frappeurs en 1922 en 2792⁄3 manches. Adams l'a fait en 492⁄3 manches[102].
- Jon Lester (STL//(WAS) :
  - Le 20 septembre contre les Brewers de Milwaukee, il a enregistré la 200e victoire de sa carrière. Il est devenu le 119e joueur à atteindre ce nombre[103].
- Adam Wainwright (STL) :
  - En retirant Luis Urías le 23 septembre, en quatrième manche contre les Brewers de Milwaukee, il a enregistré le 2000e retraits sur des prises de sa carrière. Il est devenu le 85e joueur a atteindre ce nombre[104].
- Shohei Ohtani (LAA) :

Le 26 septembre contre les Mariners de Seattle, il est devenu le sixième lanceur partant de l'histoire de la Ligue majeure à effectuer au moins 13 matchs à domicile en tant que lanceur partant sans être crédité d'une défaite et avec une ERA inférieure à 2,00 en une saison.
- Kenley Jansen (LAD) :
  - En fermant la victoire 8 à 6 contre les Brewers de Milwaukee le 1er octobre, il a enregistré le 350e sauvetage de sa carrière. Il est devenu le 13e joueur a atteindre ce nombre[106].

### Divers
- Diamondbacks de l'Arizona : 
  - Le 1er avril contre les Padres de San Diego, ils deviennent la première équipe de l'histoire de la ligue majeure à marquer quatre coups de circuit en une manche pendant le jour d'ouverture[107].
  - Avec leur défaite à l'extérieur contre les Giants de San Francisco le 16 juin, les Diamondbacks ont égalé le record de la Ligue majeure du nombre de défaites consécutives à l'extérieur avec 22 défaites. Ils ont ainsi égalé un record établi en 1943 par les Athletics de Philadelphie et égalisé par les Mets de New York en 1963[108]. Les Diamondbacks ont ensuite battu le record en perdant leur 23e match, 10 à 3, contre les Giants[109]. Les Diamondbacks ont ensuite augmenté leur série avec une 24e défaite en perdant contre les Padres de San Diego le 25 juin avant de mettre fin à cette série le lendemain en gagnant 10 à 1 contre les Padres[110].
- Marwin González (BOS) :
  - Il devient le premier joueur de l'histoire moderne de la Ligue majeure à commencer à quatre positions différentes sur le terrain pendant les quatre premiers matchs de la saison de son équipe. Gonzalez a été joueur de champ droit lors du jour d'ouverture de Boston avant d'être joueur de second base, de troisième base puis de première base lors des matchs suivants[111].
- Yadier Molina (STL) :
  - Il devient le sixième joueur de l'histoire de la Ligue majeure à être receveur pendant 2 000 matchs. Il atteint de jalon le 14 avril contre les Nationals de Washington. Molina devient aussi le premier joueur à réaliser cela avec une seule équipe[112].
- Red Sox de Boston :
  - Dans le deuxième match d'un programme double, le 14 avril contre les Twins du Minnesota, les Red Sox deviennent la première équipe de l'histoire de la Ligue majeure à commencer la saison avec trois défaites consécutives suivies directement d'au moins neuf victoires consécutives[113].
- Athletics d'Oakland : 
  - Avec leur victoire contre les Twins du Minnesota le 21 avril, qui marque leur 11e victoire consécutive, les Athletics deviennent la première équipe de l'histoire de la Ligue majeure à commencer une saison par 6 défaites consécutives et à remporter dans la même saison onze matchs consécutifs[114].
- José Godoy (SEA) :
  - Le 21 mai, il est devenu la 20 000e personnes à jouer Ligue majeure[115].
- Braves d'Atlanta :
  - Le 21 mai contre les Pirates de Pittsburgh, elle est devenue la première équipe de l'histoire de la Ligue majeure à frapper sept coups de circuit ou plus dont deux Grands Chelems en un seul match[116].
- L'arbitre Joe West :
  - En arbitrant le match entre les Cardinals et les White Sox le 24 mai, West a arbitré son 5 375e match de saison régulière. Il égalise ainsi avec Bill Klem, membre du Temple de la renommée, qui a pris sa retraite en 1941. West a annoncé qu'il partira a la retraite à la fin de la saison[117]. West a établi un nouveau record la nuit suivante alors qu'il était arbitre du marbre pendant le match[118].
- Ligue majeure de baseball :
  - Le 29 mai, Josh Donaldson, des Twins du Minnesota, a marqué le deux millionième point de l'histoire de la ligue majeure. Donaldson a marqué ce point en première manche sur une frappe de Nelson Cruz face à Ervin Santana, joueur des Royals de Kansas City[119].
  - Le 19 juillet, il y a eu sept paires de coups de circuit consécutifs distinctes ce qui a établi un nouveau record pour la Ligue majeure[120]. Les joueurs impliqués dans cette réalisation sont : Buster Posey et Wilmer Flores (Giants), Max Muncy et Justin Turner (Dodgers), Juan Soto et Josh Bell (Nationals), Pete Alonso et Jeff McNeil (Mets), Kevin Pillar et Michael Conforto (Mets), Pavin Smith et Josh VanMeter (Diamondbacks), Paul Goldschmidt et Dylan Carlson (Cardinals).
  - Le 31 aoput, un match entre les Mets de New York et les Marlins de Miami, qui avait été suspendu le 11 avril, a été terminé. Les 142 jours entre la suspension et la reprise ont établi le record du plus grand nombre de jours entre la suspension et la reprise d'un match[121].
- Tony La Russa (White Sox de Chicago) :
  - Avec la victoire des White Sox contre les Tigers de Détroit 3 à 0, il devient le deuxième manager le plus victorieux de l'histoire de la Ligue majeure avec 2 764 victoires. La Russa a ainsi dépassé John McGraw. Connie Mack détient le record de tous les temps avec 3731 victoires dans sa carrière[122].
- Yankees de New York :
  - Ils ont égalé le record du nombre de triple jeu en une saison, en en réalisant un le 20 juin contre les Athletics d'Oakland. Il s'agissait de leur troisième triple jeu de la saison. La dernière équipe à avoir réalisé trois triples jeux en une saison est les White Sox de Chicago, en 2016[123].
- Dodgers de Los Angeles :
  - Elle devient la première équipe de l'histoire de la Ligue majeure à avoir réalisé une paire de matchs avec deux grands chelems dans la même saison le 10 juillet contre les Diamondbacks de l'Arizona. Les Dodgers ont réalisé la même chose le 2 mai contre les Brewers de Milwaukee[124].
  - L'équipe termine la saison régulière avec 106 victoires mais termine deuxième de la division ouest de la Ligue nationale, un match derrière les Giants de San Francisco et est ainsi devenu l'équipe la plus victorieuse sans parvenir à la première place de sa ligue ou de sa division. Le précédent record de 104 victoires était détenu par les Cubs de Chicago de 1909 et les Dodgers de Brooklyn de 1942. C'est aussi la première fois de l'histoire de la Ligue majeure qui deux équipes de la même division, voire de la même ligue, ont remporté plus de 105 matchs dans la même saison[125],[126].
- Cardinals de Saint-Louis :
  - Les Cardinals deviennent la première équipe de l'histoire de la Ligue majeure à avoir cinq gagnants du Gant doré en une saison[127].

## Récompenses et honneurs

### Saison régulière
| Prix de l'Association des chroniqueurs de baseball d'Amérique | Prix de l'Association des chroniqueurs de baseball d'Amérique | Prix de l'Association des chroniqueurs de baseball d'Amérique | Prix de l'Association des chroniqueurs de baseball d'Amérique | Prix de l'Association des chroniqueurs de baseball d'Amérique | Prix de l'Association des chroniqueurs de baseball d'Amérique | Prix de l'Association des chroniqueurs de baseball d'Amérique | Prix de l'Association des chroniqueurs de baseball d'Amérique | Prix de l'Association des chroniqueurs de baseball d'Amérique |
| Prix BBWAA                                                    | Ligue nationale                                               | Ligue américaine                                              |                                                               |                                                               |                                                               |                                                               |                                                               |                                                               |
| ------------------------------------------------------------- | ------------------------------------------------------------- | ------------------------------------------------------------- | ------------------------------------------------------------- | ------------------------------------------------------------- | ------------------------------------------------------------- | ------------------------------------------------------------- | ------------------------------------------------------------- | ------------------------------------------------------------- |
| Joueur par excellence                                         | Bryce Harper (PHI)                                            | Shohei Ohtani (LAA)                                           |                                                               |                                                               |                                                               |                                                               |                                                               |                                                               |
| Trophée Cy Young                                              | Corbin Burnes (MIL)                                           | Robbie Ray (TOR)                                              |                                                               |                                                               |                                                               |                                                               |                                                               |                                                               |
| Recrue de l'année                                             | Jonathan India (CIN)                                          | Randy Arozarena (TB)                                          |                                                               |                                                               |                                                               |                                                               |                                                               |                                                               |
| Manager de l'année                                            | Gabe Kapler (SF)                                              | Kevin Cash (TB)                                               |                                                               |                                                               |                                                               |                                                               |                                                               |                                                               |
| Gant doré                                                     |                                                               |                                                               |                                                               |                                                               |                                                               |                                                               |                                                               |                                                               |
| Position                                                      | Ligue nationale                                               | Ligue américaine                                              |                                                               |                                                               |                                                               |                                                               |                                                               |                                                               |
| Lanceur                                                       | Max Fried (ATL)                                               | Dallas Keuchel (CWS)                                          |                                                               |                                                               |                                                               |                                                               |                                                               |                                                               |
| Receveur                                                      | Jacob Stallings (PIT)                                         | Sean Murphy (OAK)                                             |                                                               |                                                               |                                                               |                                                               |                                                               |                                                               |
| Première base                                                 | Paul Goldschmidt (STL)                                        | Yulieski Gurriel (HOU)                                        |                                                               |                                                               |                                                               |                                                               |                                                               |                                                               |
| Deuxième base                                                 | Tommy Edman (STL)                                             | Marcus Semien (TOR)                                           |                                                               |                                                               |                                                               |                                                               |                                                               |                                                               |
| Troisième base                                                | Nolan Arenado (STL)                                           | Matt Chapman (OAK)                                            |                                                               |                                                               |                                                               |                                                               |                                                               |                                                               |
| Arrêt-court                                                   | Brandon Crawford (SF)                                         | Carlos Correa (HOU)                                           |                                                               |                                                               |                                                               |                                                               |                                                               |                                                               |
| Champ gauche                                                  | Tyler O'Neill (STL)                                           | Andrew Benintendi (KC)                                        |                                                               |                                                               |                                                               |                                                               |                                                               |                                                               |
| Champ centre                                                  | Harrison Bader (STL)                                          | Michael Taylor (KC)                                           |                                                               |                                                               |                                                               |                                                               |                                                               |                                                               |
| Champ droit                                                   | Adam Duvall (ATL)/(MIA)                                       | Joey Gallo (NYY)/(TEX)                                        |                                                               |                                                               |                                                               |                                                               |                                                               |                                                               |
| Prix Silver Slugger                                           |                                                               |                                                               |                                                               |                                                               |                                                               |                                                               |                                                               |                                                               |
| Frappeur désigné                                              | Max Fried (ATL)                                               | Shohei Ohtani (LAA)                                           |                                                               |                                                               |                                                               |                                                               |                                                               |                                                               |
| Receveur                                                      | Buster Posey (SF)                                             | Salvador Pérez (KC)                                           |                                                               |                                                               |                                                               |                                                               |                                                               |                                                               |
| Première base                                                 | Freddie Freeman (ATL)                                         | Vladimir Guerrero Jr. (TOR)                                   |                                                               |                                                               |                                                               |                                                               |                                                               |                                                               |
| Deuxième base                                                 | Ozzie Albies (ATL)                                            | Marcus Semien (TOR)                                           |                                                               |                                                               |                                                               |                                                               |                                                               |                                                               |
| Troisième base                                                | Austin Riley (ATL)                                            | Rafael Devers (BOS)                                           |                                                               |                                                               |                                                               |                                                               |                                                               |                                                               |
| Arrêt-court                                                   | Fernando Tatís Jr. (SD)                                       | Xander Bogaerts (BOS)                                         |                                                               |                                                               |                                                               |                                                               |                                                               |                                                               |
| Champ extérieur                                               | Nicholas Castellanos (CIN)                                    | Teoscar Hernández (TOR)                                       |                                                               |                                                               |                                                               |                                                               |                                                               |                                                               |
| Champ extérieur                                               | Bryce Harper (PHI)                                            | Aaron Judge (NYY)                                             |                                                               |                                                               |                                                               |                                                               |                                                               |                                                               |
| Champ extérieur                                               | Juan Soto (WAS)                                               | Cedric Mullins (BAL)                                          |                                                               |                                                               |                                                               |                                                               |                                                               |                                                               |

### All-MLB Team
Les joueurs sont sélectionnés par votes, 50% des votes venaient de fans et les 50% autres d'un panel d'experts. Les gagnants ont été sélectionnés sur la base du mérite, sans nombre fixe de candidats par poste et sans distinction entre les deux ligues.
| All-MLB Team      | All-MLB Team                | All-MLB Team               |
| Position          | Première équipe             | Deuxième équipe            |
| ----------------- | --------------------------- | -------------------------- |
| Lanceur partant   | Walker Buehler (LAD)        | Max Fried (ATL)            |
| Lanceur partant   | Corbin Burnes (MIL)         | Kevin Gausman (SF)         |
| Lanceur partant   | Gerrit Cole (NYY)           | Shohei Ohtani (LAA)        |
| Lanceur partant   | Robbie Ray (TOR)            | Julio Urías (LAD)          |
| Lanceur partant   | Max Scherzer (LAD)/(WAS)    | Zack Wheeler (PHI)         |
| Lanceur de relève | Josh Hader (MIL)            | Raisel Iglesias (LAA)      |
| Lanceur de relève | Liam Hendriks (CWS)         | Kenley Jansen (LAA)        |
| Frappeur désigné  | Shohei Ohtani (LAA)         | Yordan Álvarez (HOU)       |
| Receveur          | Salvador Pérez (KC)         | Buster Posey (SF)          |
| Première base     | Vladimir Guerrero Jr. (TOR) | Freddie Freeman (ATL)      |
| Deuxième base     | Marcus Semien (TOR)         | Ozzie Albies (ATL)         |
| Troisième base    | Austin Riley (ATL)          | Rafael Devers (BOS)        |
| Arrêt-court       | Fernando Tatís Jr. (SD)     | Trea Turner (LAD)/(WAS)    |
| Champ extérieur   | Bryce Harper (PHI)          | Nicholas Castellanos (CIN) |
| Champ extérieur   | Aaron Judge (NYY)           | Teoscar Hernández (TOR)    |
| Champ extérieur   | Juan Soto (WAS)             | Kyle Tucker (HOU)          |

### Autres récompenses
- Prix Sporting News du joueur de l'année : Shohei Ohtani (LAA)
- Retour de l'année : Trey Mancini (BAL, AL), Buster Posey (SF, NL)[128]
- Prix Edgar-Martínez (meilleur frappeur désigné) : Shohei Ohtani (LAA)[129]
- Prix Hank Aaron : Vladimir Guerrero Jr. (TOR, Américaine), Bryce Harper (PHI, Nationale)[130]
- Prix Roberto Clemente (humanitaire) : Nelson Cruz (TB)/(MIN)[131]
- Prix Mariano Rivera (meilleur lanceur de relève AL) : Liam Hendriks (CWS)[132]
- Prix Trevor Hoffman (meilleur lanceur de relève NL) : Josh Hader (Brewers de Milwaukee)[132]
- Prix Warren Spahn (meilleur lanceur gaucher) : Julio Urías (LAD)[133]

| Lanceur        | Dallas Keuchel (CWS)    |
| Receveur       | Jacob Stallings (PIT)   |
| Première base  | Paul Goldschmidt (STL)  |
| Deuxième base  | Whit Merrifield (KC)    |
| Troisième base | Ke'Bryan Hayes (PIT)    |
| Arrêt-court    | Carlos Correa (HOU)     |
| Champ gauche   | Tyler O'Neill (STL)     |
| Champ centre   | Michael Taylor (KC)     |
| Champ droit    | Aaron Judge (NYY)       |
| Multi-position | Enrique Hernández (BOS) |

### Récompenses mensuelles
| Mois      | Ligue américaine | Ligue nationale    |
| --------- | ---------------- | ------------------ |
| Avril     | Byron Buxton     | Ronald Acuña Jr.   |
| Mai       | Marcus Semien    | Fernando Tatís Jr. |
| Juin      | Shohei Ohtani    | Kyle Schwarber     |
| Juillet   | Shohei Ohtani    | Joey Votto         |
| Août      | José Abreu       | C. J. Cron         |
| Septembre | Kyle Tucker      | Tyler O'Neill      |

| Mois      | Ligue américaine | Ligue nationale |
| --------- | ---------------- | --------------- |
| Avril     | Yermín Mercedes  | Trevor Rogers   |
| Mai       | Adonis García    | Trevor Rogers   |
| Juin      | Ryan Mountcastle | Patrick Wisdom  |
| Juillet   | Eric Haase       | Jonathan India  |
| Août      | Bobby Dalbec     | Frank Schwindel |
| Septembre | Alek Manoah      | Frank Schwindel |

| Mois      | Ligue américaine | Ligue nationale |
| --------- | ---------------- | --------------- |
| Avril     | Gerrit Cole      | Jacob deGrom    |
| Mai       | Rich Hill        | Kevin Gausman   |
| Juin      | Sean Manaea      | Jacob deGrom    |
| Juillet   | Jameson Taillon  | Walker Buehler  |
| Août      | Robbie Ray       | Adam Wainwright |
| Septembre | Frankie Montas   | Max Fried       |

| Mois      | Ligue américaine | Ligue nationale |
| --------- | ---------------- | --------------- |
| Avril     | Matt Barnes      | Mark Melancon   |
| Mai       | Liam Hendriks    | Ryan Tepera     |
| Juin      | Lou Trivino      | Josh Hader      |
| Juillet   | Raisel Iglesias  | Jake McGee      |
| Août      | Emmanuel Clase   | Devin Williams  |
| Septembre | Liam Hendriks    | Camilo Doval    |

## Uniformes

### Anniversaires et événements spéciaux
- Toutes les dates étaient planifiées et sujettes à changement.

| Équipe                    | Occasion spéciale |
| ------------------------- | --- |
| Toutes les équipes        | Écusson n°42 pour le Jackie Robinson Day (15 avril) |
| Toutes les équipes        | Rubans roses pour la sensibilisation au cancer du sein (9 mai, fête des mères aux EU) |
| Toutes les équipes        | Écusson pour le Jour des forces armées (15 mai) |
| Toutes les équipes        | Un coquelicot pour le Memorial Day (31 mai) |
| Toutes les équipes        | Écusson "4-ALS" pour le Lou Gehrig Day (2 juin) (Cleveland l'a porté le 28 juillet) |
| Toutes les équipes        | Écusson "Play Ball" en partenariat avec l'USA Baseball et l'USA Softball (5 à 7 juin) |
| Toutes les équipes        | Rubans bleus pour la sensibilisation au cancer de la prostate (20 juin, fête des pères aux EU) |
| Toutes les équipes        | Rubans d'or pour la sensibilisation au cancer pédiatrique (1er septembre) |
| Toutes les équipes        | Écusson n°21 en l'honneur de Roberto Clemente (15 septembre) |
| Braves d'Atlanta          | 150e anniversaire de la franchise En mémoire de Hank Aaron En mémoire de Phil Niekro |
| Diamondbacks de l'Arizona | 20e anniversaire de la Série mondiale 2001 |
| Orioles de Baltimore      | 55e anniversaire de la Série mondiale 1966 |
| Red Sox de Boston         | Écusson pour le Jour de la Terre (22 avril) |
| White Sox de Chicago      | En mémoire de Martyl Reinsdorf (à partir du 9 juillet) |
| Reds de Cincinnati        | 45e anniversaire de la Série mondiale 1976 Écusson n°8 en mémoire de Joe Morgan |
| Rockies du Colorado       | Match des étoiles de la Ligue majeure de baseball 2021 |
| Dodgers de Los Angeles    | 40e anniversaire de la Série mondiale 1981 Champion de la Série mondiale 2020 (9 avril) Écusson n°2 en mémoire de Tommy Lasorda Écusson n°20 en mémoire de Don Sutton                                              |
| Angels de Los Angeles     | 60e anniversaire de la franchise |
| Brewers de Milwaukee      | Écusson n°44 en mémoire de Hank Aaron |
| Twins du Minnesota        | 30e anniversaire de la Série mondiale 1991 En mémoire de Mike Bell |
| Mets de New York          | 35e anniversaire de la Série mondiale 1986 Écusson n°41 en mémoire de Tom Seaver |
| Yankees de New York       | 25e anniversaire de la Série mondiale 1996 60e anniversaire de la Série mondiale 1961 65e anniversaire de la Série mondiale 1956 Écusson n°16 en mémoire de Whitey Ford 80e anniversaire de la Série mondiale 1941 |
| Athletics d'Oakland       | 110e anniversaire de la Série mondiale 1911 |
| Phillies de Philadelphie  | Écusson n°15 en mémoire de Dick Allen |
| Pirates de Pittsburgh     | 50e anniversaire de la Série mondiale 1971 |
| Giants de San Francisco   | 100e anniversaire de la Série mondiale 1921 Première équipe de la MLB a porté un écusson arc-en-ciel |
| Cardinals de Saint-Louis  | 15e anniversaire de la Série mondiale 2006 10e anniversaire de la Série mondiale 2011 Écusson n°45 en mémoire de Bob Gibson 90e anniversaire de la Série mondiale 1931                                             |

#### Changements intégraux
- Les Giants de San Francisco ont ajouté le nom des joueurs sur le maillot domicile et maillots alternatifs[143].

#### Uniformes City Connect
Les équipes suivantes ont réalisé un uniforme alternatif faisant partie de la série « City Connect » de la marque Nike :
- Les uniformes City Connect des Red Sox de Boston sont jaunes avec des lettres bleues en hommage au Marathon de Boston qui se déroule le Patriots' Day[144].
- Les uniformes City Connect des Giants de San Francisco ont un design orange et blanc, une silhouette du Pont du Golden Gate et un dégradé sur le devant, sur les manches et sur la numérotation.
- Les uniformes City Connect des Marlins de Miami comportent une base rouge avec des rayures blanches et des lettres blanches avec dans bordures bleu clair en hommage aux Sugar Kings de La Havane[145].
- Les uniformes City Connect des White Sox de Chicago sont d'une teinte gris foncé avec des rayures blanches et comportent des lettres de style gothique en hommage au South Side (Chicago) à Chicago[146].
- Les uniformes City Connect des Cubs de Chicago sont bleu foncé avec des touches bleu ciel et avec des éléments inspirés du Drapeau de Chicago. L'uniforme arbore fièrement "Wrigleyville" à l'avant, dans un style de lettrage similaire à celui du Wrigley Field[147].
- Les uniformes City Connect des Diamondbacks de l'Arizona sont couleur sable avec des lettres noires et des chiffres rouges. "Serpientes" est inscrit sur le maillot en hommage à la communauté hispanique de l'Arizona[148].
- Les uniformes City Connect des Dodgers de Los Angeles comportent une casquette, un maillot et un pantalon bleus et a "Los Dodgers" écrit sur la casquette et le maillot.

#### Autres uniformes
- Les Dodgers de Los Angeles portaient des maillots avec les rebords des écritures dorés à domicile du 9 au 11 avril pour célébrer leur victoire à la Série mondiale 2020[149],[150].
- Les Red Sox portaient un écusson "Boston Strong" le 19 avril, Patriots' Day.
- Les joueurs, managers et instructeurs portaient le numéro 42 les 15 et/ou 16 avril pour le 74e anniversaire des débuts de Jackie Robinson en Ligue majeure. Les matchs du 15 et 16 avril des Mets ayant été reportés à cause de la pluie, les Mets et les Nationals l'ont porté le 23 avril.
- Le 5 mai, les Reds de Cincinnati portaient des uniformes en langue espagnole soit avec « Los Rojos ».
- La MLB introduit une nouvelle journée de commémoration le 2 juin, en mémoire de Lou Gehrig, qui marque le 80e anniversaire de sa mort et inclut un appel pour les associations caritatives liées à la Sclérose latérale amyotrophique. Tous les joueurs portent un écusson commémoratif "Lou Gehrig Day" et éventuellement un bracelet rouge indiquant "4 ALS" en référence au numéro retiré 4 de Gehrig[151].
- Le 11 septembre, les Mets de New York ont porté des uniformes de 2001 avec "NEW YORK" écrit sur le devant du maillot pour le 20e anniversaire des Attentats du 11 septembre[152]

#### Rétro
- Les Braves d'Atlanta portaient du 9 au 15 avril leur maillot blanc de 1974 en hommage à Hank Aaron et Phil Niekro[153].  Ils l'ont porté à nouveau du 30 juillet au 1er août pour le Hank Aaron Weekend[154].
- Les Mariners de Seattle portaient l'uniforme des Steelheads de Seattle (équipe de Negro League) pour le Juneteenth (19 juin).
- Les Mets de New York portaient leur maillot et casquette alternatifs noirs de 1998-2012 pour certains matchs[155].
- Les Giants de San Francisco portaient l'uniforme des Sea Lions de San Francisco pour le Juneteenth.
- Les Yankees de New York et les White Sox de Chicago portaient les uniformes de la saison 1919 le 12 août pour le match MLB at Field of Dreams[156].

## Lieux
Le Miller Park des Brewers de Milwaukee a été renommé American Family Field par contrat de naming avec l'American Family Insurance, basée à Madison, dans le Wisconsin, qui a surenchéri sur la Miller Brewing Company. Le contrat durant depuis 20 ans avec Miller a expiré à la fin de la saison 2020,.
Le 31 mars, les Marlins de Miami annoncent que le Marlins Park va être renommé LoanDepot Park, les droits de dénomination ayant été vendus à LoanDepot, basée à Lake Forest, en Californie.

### Restrictions dues à la Covid-19
Contrairement à 2020, où tous les matchs (à l'exception de la NLCS et de la Série mondiale) ont été joués à huis clos, toutes les équipes de la MLB autorisent les spectateurs cette saison, avec la capacité exacte déterminée par les équipes et les autorités locales de santé, et augmente au cours de la saison si les cas de covid diminuent et si davantage de résidents locaux sont vaccinés,,. Pour aider à promouvoir la vaccination, un certain nombre d'équipes ont annoncé qu'elles parraineraient des centres de vaccination lors de leurs matchs à domicile (les Mariners de Seattle étant les premiers à le faire) et qu'ils offriraient des avantages tels de que billets gratuits pour ceux utilisant ces centres (comme à Atlanta ou New York) ou d'autres promotions pour les spectateurs vaccinés,.
Le 18 février, il est annoncé que les Blue Jays de Toronto réaliseraient le début de leurs matchs à domicile au TD Ballpark de Dunedin, en Floride, en raison des restrictions de passage à la frontière canado-américaine en raison du Covid-19. Le 5 mai, il est annoncé qu'à partir du 1er juin, l'équipe va retourner au Sahlen Field à Buffalo, stade dans lequel elle a jouer la majorité de ses matchs à domicile en 2020. Le 16 juillet, les Blue Jays ont obtenu le droit par le gouvernement canadien de retourner au Centre Rogers à partir du 30 juillet.
| Équipe                 | Limitations | Source  |
| ---------------------- | --- | ------- |
| Arizona                | Initial : Plafonné à 25% de la capacité. À partir du 25 mai : 100% de la capacité. | [ 160 ] |
| Atlanta                | Initial : Plafonné à 33% de la capacité. À partir du 23 avril : Plafonné à 50% de la capacité À partir du 7 mai : 100% de la capacité. | ,       |
| Baltimore              | Initial : Plafonné à 25% de la capacité. À partir du 1er juin : 100% de la capacité. | [ 160 ] |
| Boston                 | Initial : Plafonné à 12% de la capacité. À partir du 10 mai : Plafonné à 25% de la capacité. À partir du 29 mai : 100% de la capacité. | ,       |
| Cubs de Chicago        | Initial : Plafonné à 20% de la capacité. À partir du 11 juin : 100% de la capacité. | ,       |
| White Sox de Chicago   | Initial : Plafonné à 20% de la capacité. À partir du 11 juin : 100% de la capacité. | ,       |
| Cincinnati             | Initial : Plafonné à 30% de la capacité. À partir du 30 avril : Plafonné à 40% de la capacité. À partir du 2 juin : 100% de la capacité. | ,       |
| Cleveland              | Initial : Plafonné à 30% de la capacité. À partir du 7 mai : Plafonné à 40% de la capacité. À partir du 2 juin : 100% de la capacité. | ,       |
| Colorado               | Initial : Plafonné à 42,6% de la capacité. À partir du 1er juin : Plafonné à 70% de la capacité. À partir du 28 juin : 100% de la capacité. | ,       |
| Détroit                | Initial : Plafonné à 20% de la capacité. À partir du 1er juin : 100% de la capacité. | [ 160 ] |
| Houston                | Initial : Plafonné à 50% de la capacité. À partir du 25 mai : 100% de la capacité. | [ 172 ] |
| Kansas City            | Initial : Plafonné à 30% de la capacité. À partir du 31 mai : 100% de la capacité. | [ 160 ] |
| Angels de Los Angeles  | Initial : Plafonné à 33% de la capacité. À partir du 19 mai : Plafonné à 67% de la capacité. À partir du 17 juin : 100% de la capacité. | ,       |
| Dodgers de Los Angeles | Initial : Plafonné à 33% de la capacité. À partir du 5 mai : Plafonné à 67% de la capacité. À partir du 15 juin : 100% de la capacité. | ,       |
| Miami                  | Initial : Plafonné à 25% de la capacité. À partir du 5 juillet : 100% de la capacité. | [ 160 ] |
| Milwaukee              | Initial : Plafonné à 25% de la capacité. À partir du 25 juin : 100% de la capacité. | [ 160 ] |
| Minnesota              | Initial : Plafonné à 25% de la capacité. À partir du 5 juillet : 100% de la capacité. | [ 160 ] |
| Mets de New York       | Initial : Plafonné à 20% de la capacité avec un test PCR négative pour la Covid-19 de moins de 72 heures, test antigénique rapide négatif de moins de 6 heures ou vaccination effectuée au moins 14 jours avant le match. À partir du 19 mai : Les stades doivent désigner des sections spécifiques uniquement pour les spectateurs vaccinés. Ces sections n'ont pas de limite de capacité, toutes les autres sections sont limitées à 33% de la capacité. À partir du 18 juin : 100% de la capacité. | ,       |
| New York Yankees       | Initial : Plafonné à 20% de la capacité avec un test PCR négative pour la Covid-19 de moins de 72 heures, test antigénique rapide négatif de moins de 6 heures ou vaccination effectuée au moins 14 jours avant le match. À partir du 19 mai : Les stades doivent désigner des sections spécifiques uniquement pour les spectateurs vaccinés. Ces sections n'ont pas de limite de capacité, toutes les autres sections sont limitées à 33% de la capacité. À partir du 18 juin : 100% de la capacité. | ,       |
| Oakland                | Initial : Plafonné à 33% de la capacité. Tickets vendus seulement aux personnes résidant en Californie. À partir du 9 juin : Plafonné à 67% de la capacité. À partir du 29 juin : 100% de la capacité. | ,       |
| Philadelphie           | Initial : Plafonné à 20% de la capacité. À partir du 21 mai : Plafonné à 16 000 spectateurs. À partir du 12 juin : 100% de la capacité. | ,       |
| Pittsburgh             | Initial : Plafonné à 20% de la capacité. À partir du 1er juillet : 100% de la capacité. | [ 160 ] |
| San Diego              | Initial : Plafonné à 20% de la capacité. À partir du 7 avril : Plafonné à 33% de la capacité. À partir du 9 juin : Plafonné à 67% de la capacité. À partir du 17 juin : 100% de la capacité. | [ 162 ] |
| San Francisco          | Initial : Plafonné à 33% de la capacité. À partir du 5 mai : Plafonné à 67% de la capacité. À partir du 25 juin : 100% de la capacité. | ,       |
| Seattle                | Initial : Plafonné à 9 000 spectateurs. À partir du 13 mai : Plafonné à 14 000 spectateurs. À partir du 2 juillet : 100% de la capacité. | ,       |
| Saint-Louis            | Initial : Plafonné à 32% de la capacité. À partir du 21 mai : Plafonné à 60% de la capacité. À partir du 14 juin : 100% de la capacité. | ,       |
| Tampa Bay              | Initial : Plafonné à 9 000 spectateurs. À partir du 8 juin : Plafonné à 20 000 spectateurs. À partir du 5 juillet : Plafonné à 25 000 spectateurs (capacité maximale du Tropicana Field en raison de la rénovation des étages supérieurs). | ,       |
| Toronto                | Initial (TD Ballpark) : Plafonné à 15% de la capacité. À partir du 1er juin (Sahlen Field) : Plafonné à 50% de la capacité. À partir du 24 juin (Sahlen Field) : 100% de la capacité. À partir du 30 juillet (Centre Rogers) : Plafonné à 30% de la capacité. À partir du 13 septembre (Centre Rogers) : Une preuve de vaccination complète ou un test négatif au Covid-19 sont requis pour tous spectateurs, membres du staff et invités, âgés de 12 ans et plus.                                    | ,       |
| Texas                  | Le 11 mars, il est annoncé que l'équipe ne limitera pas l'attendance lors de son match d'ouverture à domicile mais qu'elle proposera ensuite des sections "avec places assises distantes". L'ensemble des restrictions sur les capacités et le port du masque au Texas a été levé le 10 mars par décret de l'exécutif, néanmoins, l'équipe continue d'obliger le port du masque pour les spectateurs.                                                                                                 | ,       |
| Washington             | Initial : Plafonné à 5 000 spectateurs. À partir du 15 avril : Plafonné à 10 000 spectateurs. À partir du 10 juin : 100% de la capacité. | ,       |

## Droits de diffusion

### Télévision

#### Nationale
Il s'agit de la huitième et dernière année des accords actuels entre Fox Sports, ESPN et TBS avant le début des nouveaux contrats qui dureront 7 ans. FS1 diffuse les matchs les mardis soir et les samedis, aussi bien l'après-midi que le soir. La Fox diffuse aussi certains matchs le samedi soir. ESPN diffuse des matchs avec le Sunday Night Baseball ainsi que les matchs du lundi et mercredi soir et les matchs du Memorial Day et du Labor Day. Les télédiffusions d'ESPN avec Sunday Night Baseball sont exclusives.
TBS diffuse pendant 13 semaines consécutives les matchs du dimanche après-midi et diffuse également les séries éliminatoires de la Ligue nationale. Les séries éliminatoires de la Ligue américaine sont diffusés sur ESPN, Fox, FS1 et MLB Network (match du meilleur deuxième sur ESPN, les séries de divisions sont divisés entre FS1 et MLB Network, et les séries du championnat sur Fox et FS1). Pour la 22e année consécutive, la Série mondiale 2021 est diffusée exclusivement sur Fox.
Une série de trois matchs entre les Phillies de Philadelphie et les Giants de San Francisco, dont les droits régionaux sont détenus par NBC Sports Regional Networks, a été diffusé à l'échelle nationale exclusivement sur le service de streaming de la NBC, Peacock. C'est la première fois que NBC Sports a produit un match télévisé de la Ligue majeure de baseball à l'échelle nationale depuis l'an 2000.
ABC a diffusé un match de Sunday Night Baseball entre les White Sox de Chicago et les Cubs de Chicago le 8 août. L'émission marque la première diffusion du Sunday Night Baseball par ABC et leur premier match de la saison régulière diffusé depuis sa présence dans The Baseball Network en 1995. Le lauréat 2021 du Prix Ford C. Frick et ancien présentateur de baseball sur ABD, Al Michaels, est apparu pendant l'émission en tant qu'invité spécial.
En France, pour la septième saison consécutive, BeIn Sports est le seul diffuseur de la Ligue majeure. La chaîne sportive diffuse au minimum deux matchs par semaine pendant la saison régulière. Elle diffuse aussi le Match des étoiles ainsi que les Séries éliminatoires dont la Série mondiale en intégralité.

#### Locale
- Le 4 janvier, Marquee Sports Network annonce que Jon Sciambi devient le commentateur des matchs des Cubs de Chicago, en remplacement de Len Kasper, qui part dans la section radio des White Sox comme décrit ci-dessous[195]. S'il n'est pas disponible en raison de ses engagements avec ESPN, il est remplacé par Pat Hughes, Beth Mowins ou Chris Myers. Mowins est la première femme à commenter pour les Cubs et la cinquième à l'échelle de la ligue[196].
- En janvier 2021, Victor Rojas démissionne de son poste de commentateur télévisuel des Angels de Los Angeles pour devenir le président des RoughRiders de Frisco, une équipe de AA affiliée aux Rangers du Texas[197],[198]. Les Angels annoncent le 13 mars que Matt Vasgersian devient le principal commentateur avec Daron Sutton qui remplace Vasgersian quand celui-ci travaillerpour ESPN et le MLB Network. Vasgersian et Sutton sont aussi rejoints par José Mota en tant qu'analyste avec Mark Gubicza[199]. Cependant, les Angels se sont séparés de Sutton après seulement trois mois et il a été remplacé par Rich Waltz[200].
- Les Orioles de Baltimore et MASN ont modifié leur équipe de diffusion, en effet, ils n'ont pas renouvelé les contrats des commentateurs Gary Thorne et Jim Hunter, ainsi que des analystes Mike Bordick et Rick Dempsey, et de l'animateur de studio Tom Davis, entre autres. Scott Garceau, qui a commenté la plupart des matchs télévisés des Orioles la saison dernière prend le relais en tant que présentateur principal, tandis que Ben McDonald devient l'analyste suppléant[201].
- Les Reds de Cincinnati ont embauché John Sadak pour commenter les matchs à la télévision. Sadak remplace Thom Brennaman, qui a été suspendu puis viré après avoir été surpris en train de proférer une insulte homophobe lors d'un match, le 19 août, contre les Royals de Kansas City[202].
- NESN a annoncé la diffusion de tous les matchs à domicile des Red Sox de Boston en 4K au format HDR, ce qui en fait la deuxième équipe (après les Blue Jays de Toronto) à diffuser régionalement tous les matchs à domicile en 4K[203].
- Le 31 mars 2021 (veille du jour d'ouverture), Sinclair annonce le prochain changement de nom de Fox Sports Networks sous le nom de Bally Sports, dans le cadre d'un accord entre le principal propriétaire Sinclair Broadcast Group et l'opérateur de casinos Bally's Corporation[204],[205].

- Dans le cadre de sa copropriété de YES Network, Prime Video diffuse simultanément 21 matchs des Yankees diffusés sur WPIX cette saison, disponibles pour les abonnés Amazon Prime seulement sur le territoire des Yankees de New York[206].

### Radio

#### Nationale
- ESPN Radio diffuse sa 24e saison de couverture nationale, y compris le Sunday Night Baseball, les matchs du samedi, la journée d'ouverture, les matchs du Labor Day et l'ensemble des séries éliminatoires.

#### Locale
- La WGN de Nexstar a choisi de ne pas continuer à développer le réseau radio des White Sox de Chicago à la suite de l'expiration de l'accord actuel, renvoyant les White Sox sur la WMVP, gérée par Good Karma Brands et ESPN Radio, quinze ans après leur départ. Len Kasper, anciennement commentateur télévisuel des Cubs de Chicago, se rendra dans le South Side pour commenter à la radio les matchs des White Sox, en remplacement d'Andy Masur, qui été temporairement commentateur en 2020 après la mort d'Ed Farmer[207].
- En novembre 2020, les Blue Jays de Toronto publient le nom de leur commentateur radio : Mike Wilner[208]. En février 2021, Rogers Sports & Media annonce que «dans le but de minimiser les déplacements et être en adéquation avec les protocoles des équipes, des ligues et du gouvernement liés à la pandémie», le Toronto Blue Jays Radio Network ne produira pas de diffusion distincte des matchs pour la radio cette saison et que toutes les émissions sont désormais en diffusion simultanée avec l'émission télévisée de Sportsnet avec Buck Martinez et Dan Shulman. Le dernier présentateur de l'équipe, Ben Wagner a été réaffecté à un rôle alternatif. La raison officielle de vouloir «minimiser les déplacements» a été contestée par les médias car les émissions de radio et de télévision de tous les matchs des Blue Jays avaient été réalisées à distance depuis les studios de Sportsnet à Toronto pendant la saison 2020[209],[210].
- Le 4 février, le commentateur en langue espagnol des Dodgers de Los Angeles, Jorge Jarrín, a annoncé sa retraite avec effet immédiat. Il a d'abord rejoint les Dodgers en 2004 en tant que directeur des ventes et du marketing avec de passer aux commentaires en 2012. Il a commencé par commenter les matchs télévisés avec l'ancien joueur des Dodgers Manny Mota avant de passer à la radio en 2015, rejoignant son père Jaime au sein de la radio espagnole de l'équipe[211].
- Le 28 septembre, Jaime Jarrín a annoncé prévoir prendre sa retraite après la saison 2022, sa 64e saison dans l'équipe de la radio espagnole des Dodgers. Jarrín, qui aura 86 ans en décembre 2021, prévoit de travailler seulement pour les matchs à domicile des Dodgers en 2022[212].

## Retraites
Les joueurs et les managers suivants ont pris leur retraite entre le début de la saison 2021 et le jour d'ouverture de la saison 2022 :
- Ty Buttrey : 3 avril[213]
- Devon Travis : 3 avril[214]
- Héctor Rondón : 9 avril[215]
- Jay Bruce : 18 avril[216]
- Neil Walker : 20 avril[217]
- Jerry Blevins : 27 avril[218]
- Jordan Zimmermann : 11 mai[219]
- Tyler Flowers : 14 mai[220]
- Riley Pint : 8 juin[221]
- Dylan Cozens : 22 juin[222]
- Tony Campana : 26 juin[223]
- Chris Smith : 28 juin[224]
- Welington Castillo : 4 juillet[225]
- Daisuke Matsuzaka : 7 juillet, prendra sa retraite à la fin de la saison NPB[226]
- Drew Robinson : 16 juillet[227]
- Chris Davis : 12 août[228]
- Nate Jones : 19 août[229]
- Ryan Braun : 14 septembre[230]
- Alex Avila : 19 septembre, prendra sa retraite à la fin de la saison[231]
- Carlos Gómez : 24 septembre[232]
- Brandon Snyder : 2 octobre[233]
- Bubba Starling : 26 octobre[234]
- Buster Posey : 4 novembre[235]
- Brett Cecil : 8 novembre[236]
- Joakim Soria : 10 novembre[237]
- Sean Kazmar : 12 novembre[238]
- Wade Davis : 24 novembre[239]
- Christian Colón : 6 décembre[240]
- Tim Federowicz : 7 décembre[241]
- Ben Rowen : 10 décembre[242]
- Andrew Romine : 11 décembre[243]
- Kyle Seager : 29 décembre[244]
- Cameron Maybin : 3 janvier 2022[245]
- Jon Lester : 12 janvier 2022[246]
- Travis Snider : 13 janvier 2022[247]
- Melky Cabrera : 14 janvier 2022[248]
- Francisco Liriano : 17 janvier 2022[249]
- Wladimir Balentien : 22 janvier 2022[250]
- Gordon Beckham : 26 janvier 2022[251]
- Alec Hansen : 27 janvier 2022[252]
- Montana DuRapau : 31 janvier 2022[253]
- Nicky Delmonico : 2 février 2022[254]
- Matt Magill : 3 février 2022[255]
- Adrian Gonzalez : 5 février 2022[256]
- Ryan Zimmerman : 15 février 2022[257]
- Óliver Pérez : 21 février 2022, prendra sa retraite à la fin de la saison 2022 de la Ligue mexicaine[258]
- Jake Elmore : 22 février 2022[259]
- Matt Szczur : 7 mars 2022[260]
- Adam Conley : 11 mars 2022[261]
- Andrew Miller : 24 mars 2022[262]
- Albert Pujols : 28 mars 2022, prendra sa retraite à la fin de la saison 2022[263]
- Wade LeBlanc : 2 avril 2022[264]
- Todd Frazier : 5 avril 2022[265]
- Jordy Mercer : 5 avril 2022[266]
- Drew Butera : 5 avril 2022[267]
- A. J. Ramos : 6 avril 2022[268]

## Numéros retirés
- Ted Simmons a eu son numéro 23 officiellement retiré par les Cardinals de Saint-Louis le 31 juillet. Il s'agit du treizième numéro retiré par l'équipe[269].
- Roy Halladay a eu son numéro 34 officiellement retiré par les Phillies de Philadelphie le 8 août. Il s'agit du septième numéro retiré par l'équipe[270].
- Jerry Koosman a eu son numéro 36 officiellement retiré par les Mets de New York le 28 août, après que la cérémonie ait été retardée d'un an en raison de la pandémie de Covid-19. Il s'agit du sixième numéro retiré par l'équipe[271].
- Larry Walker a eu son numéro 33 officiellement retiré par les Rockies du Colorado le 25 septembre, après que la cérémonie ait été retardée d'un an en raison de la pandémie de Covid-19. Il s'agit du troisième numéro retiré par l'équipe[272].